# Dark Hallucinations
Dark Hallucinations è il terzo album del gruppo musicale heavy metal statunitense Steel Prophet, pubblicato nel 1999 dall'etichetta discografica Nuclear Blast.

## Il disco
Si tratta del primo disco realizzato con l'etichetta tedesca ed è, in parte, un concept album basato sul romanzo Fahrenheit 451 di Ray Bradbury. Il CD contiene la cover di The Apparition dei Fates Warning ed è stato edito anche in versione digipack con l'aggiunta della bonus track Ride the Sky, cover degli Helloween. La canzone We Are Not Alone è stata registrata con la partecipazione Roy Z, chitarrista che ha collaborato anche con Bruce Dickinson e Rob Halford.
Nel 2008 è stato ristampato dalla Metal Mind Productions in digipack con tiratura limitata a 2000 copie.

## Tracce
Testi e musiche di Kachinsky eccetto dove indicato.
1. Montag (Chapter One) – 5:58
2. New Life (Resolution) (Chapter Five) – 5:28
3. Strange Encounter (Chapter Two) – 4:42
4. The Secret (Chapter Three) – 5:27
5. We Are Not Alone – 5:31 (Dennis, Mythiasin, Kachinsky, Pons)
6. Betrayal (Chapter Four) – 6:39
7. Look What You’ve Done – 4:03 (Mythiasin, Pons)
8. Scarred For Life – 4:27 (Mythiasin, Kachinsky)
9. Spectres – 4:41 (Mythiasin, Dennis, Pons)
10. The Apparition (cover dei Fates Warning) – 5:57

Tracce bonus digipack 1999
1. Ride The Sky (cover degli Helloween) – 5:58

## Formazione
- Rick Mythiasin - voce
- Steve Kachinsky - chitarra
- Jon Pons - chitarra
- Vince Dennis  - basso
- Pat Magrath - batteria